# Вёсс, Курт
Курт Вёсс (нем. Kurt Wöss; 2 мая 1914, Линц — 4 декабря 1987, Дрезден) — австрийский дирижёр.
Учился в Венской академии музыки у Эгона Йозефа Веллеса, Роберта Лаха, Альфреда Орела и Роберта Марии Хааса (унаследовав от последнего пристальное внимание к творчеству Антона Брукнера), а также брал частные уроки у Феликса Вайнгартнера.
В 1946 г. возглавил восстановленный после Второй мировой войн венский Тонкюнстлероркестр и руководил им до 1951 г., в 1951—1954 гг. возглавлял токийский Симфонический оркестр NHK, в 1956—1959 гг. — Мельбурнский симфонический оркестр. Затем вернулся в Европу и в 1961 г. принял пост руководителя Линцской оперы; в 1967 г. на основе оркестра театра создал Брукнеровский оркестр — ныне один из ведущих симфонических оркестров Австрии — и руководил им до 1975 г.